# 第7回NFLオナーズ
第7回NFLオナーズは、NFLの2017年シーズンについて行われた授賞式。2017年シーズンのチャンピオンを決定する第52回スーパーボウルの前日の2018年2月3日にスーパーボウル開催地のミネソタ州ミネアポリスで開催された。

## 受賞者一覧
| 賞                                            | 受賞者 | ポジション | チーム                             | 出典  |
| --------------------------------------------- | --- | ---------- | ---------------------------------- | ----- |
| AP通信MVP                                     | トム・ブレイディ | QB         | ニューイングランド・ペイトリオッツ | [ 1 ] |
| AP通信最優秀コーチ賞                          | ショーン・マクベイ | HC         | ロサンゼルス・ラムズ               |       |
| AP通信最優秀アシスタントコーチ賞              | パット・シュルマー | OC         | ミネソタ・バイキングス             |       |
| AP通信最優秀攻撃選手賞                        | トッド・ガーリー | RB         | ロサンゼルス・ラムズ               |       |
| AP通信最優秀守備選手賞                        | アーロン・ドナルド | DT         | ロサンゼルス・ラムズ               |       |
| ペプシ最優秀新人賞                            | アルビン・カマラ | RB         | ニューオーリンズ・セインツ         |       |
| AP通信最優秀新人攻撃選手賞                    | アルビン・カマラ | RB         | ニューオーリンズ・セインツ         |       |
| AP通信最優秀新人守備選手賞                    | マーション・ラティモア | CB         | ニューオーリンズ・セインツ         |       |
| AP通信カムバック賞                            | キーナン・アレン | WR         | ロサンゼルス・チャージャーズ       |       |
| ドン・シュラ最優秀高校コーチ賞                | ロバート・ギャレット | HC         | クランシュー高校（ロサンゼルス）   |       |
| ウォルター・ペイトンNFLマン・オブ・ザ・イヤー | J・J・ワット | DE         | ヒューストン・テキサンズ           |       |
| FedExエアプレーヤー賞                         | カーソン・ウェンツ | QB         | フィラデルフィア・イーグルス       |       |
| FedExグランドプレーヤー賞                     | トッド・ガーリー | RB         | ロサンゼルス・ラムズ               |       |
| ブリヂストン最優秀プレー賞                    | ケイス・キーナム ステフォン・ディグス | QB WR      | ミネソタ・バイキングス             |       |
| ロードゲーム最優秀選手賞                      | デショーン・ワトソン | QB         | ヒューストン・テキサンズ           |       |
| サルートトゥサービス賞                        | アンドレ・ロバーツ | WR         | アトランタ・ファルコンズ           |       |
| バドライト最優秀セレブレーション賞            | エレクトリック・スライド |            | フィラデルフィア・イーグルス       |       |
| ディーコン・ジョーンズ賞                      | チャンドラー・ジョーンズ | OLB        | アリゾナ・カージナルス             |       |
| アート・ルーニー賞                            | ルーク・キークリー | LB         | カロライナ・パンサーズ             |       |
| カストロール・クラッチプレー賞                | ドリュー・ブリーズ | QB         | ニューオーリンズ・セインツ         |       |
| フォード最優秀オフェンシブライン賞            | - ハラポリバーティ・バイタイ - ステフェン・ウィズニュースキー - ジェイソン・ケルシー - ブランドン・ブルックス - レーン・ジョンソン                                        | OL         | フィラデルフィア・イーグルス       |       |
| プロフットボール殿堂 クラス・オブ・2018       | - ボビー・べサード - ロバート・ブラジル - ブライアン・ドーキンス - ジェリー・クレイマー - レイ・ルイス - ランディ・モス - テレル・オーウェンス - ブライアン・アーラッカー |            |                                    |       |